# Massacro di Graz
Il Massacro di Graz è stato un massacro scolastico avvenuto il 10 giugno 2025 presso il Bundes-Oberstufenrealgymnasium Dreierschützengasse, una scuola superiore situata a Graz, nel Land della Stiria, in Austria. Durante l'attacco, 11 persone sono state uccise, tra cui l'autore della strage, e oltre 30 sono rimaste ferite. Una undicesima vittima è morta in ospedale la sera. Con 11 vittime e più di 30 feriti si tratta del più grave episodio di violenza armata in un istituto scolastico nella storia austriaca.
L'autore della sparatoria è stato identificato come Artur A., un ex studente della scuola, di 21 anni. Nonostante le speculazioni secondo cui il movente potrebbe essere legato a episodi di bullismo subiti durante il periodo scolastico, le autorità austriache non vogliono ancora confermare nulla, dato che nella lettera e nel video di addio ritrovati a casa del killer non vengono dati motivi. Il giovane possedeva legalmente le armi da fuoco. 
Durante le ricerche a casa del killer è stata trovata anche una bomba non funzionante, il piano di azionarla ed un minuzioso piano di come procedere durante l'attacco nella scuola, oltre alla lettera ed al video di addio destinati alla madre.

## Attacco
Alle 9:43 Artur A. è entrato con uno zaino dall'entrata principale della scuola, è salito al terzo piano, poi sceso al secondo, dove è entrato nei bagni, si è messo gli occhiali e le cuffie per sparare, ed ha tirato fuori le armi da fuoco.
Alle 9:57 ha aperto il fuoco nei corridoi e in almeno due aule, utilizzando una pistola semiautomatica Glock 9 ed un fucile a canna liscia. I testimoni auditivi parlano di 30-40 colpi. L'aggressore ha poi sparato anche all’esterno dell’edificio scolastico.
Esattamente alle 10:00 è partita la prima chiamata d'emergenza da un vicino che ha sentito gli spari e le urla. Alle 10:06 sono entrati i primi comandi della polizia e alle 10:07 A. si è sparato alla nuca in un bagno, alle 10:17 sono arrivate le ambulanze.
L'attacco ha causato la morte di 11 persone, inclusi 8 studenti, 1 insegnante, 1 donna adulta deceduta in ospedale ore dopo e l'autore stesso. Almeno 13 persone sono rimaste ferite, alcune in modo grave. In totale, circa 30 feriti sono stati soccorsi e trasportati in diversi ospedali della regione.

## Reazioni
Il Cancelliere federale Christian Stocker ha annullato tutti gli impegni istituzionali e si è recato a Graz insieme al ministro dell'interno Gerhard Karner. Il governo ha proclamato tre giorni di lutto nazionale a partire dall’11 giugno 2025.